# Baharat

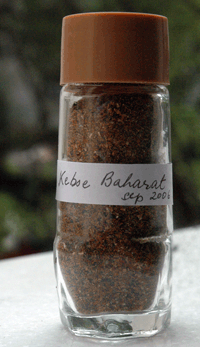
Hemblandad Baharat.

Baharat (kryddor på arabiska) är en kryddblandning som är vanlig i Nordafrika, och som även används i Turkiet och Mellanöstern. Innehållet kan variera, men typiskt ingår peppar, spiskummin, korianderfrö, kryddnejlika, muskot, kardemumma och kanel. I Turkiet brukar även paprika och mint ingå, medan man vid Persiska viken gärna tillsätter loomi (torkad lime).